# Carapa llanocarti
Carapa llanocarti är en tvåhjärtbladig växtart som beskrevs av Kenfack. Carapa llanocarti ingår i släktet Carapa och familjen Meliaceae. Inga underarter finns listade i Catalogue of Life.